# Mark Hertsgaard

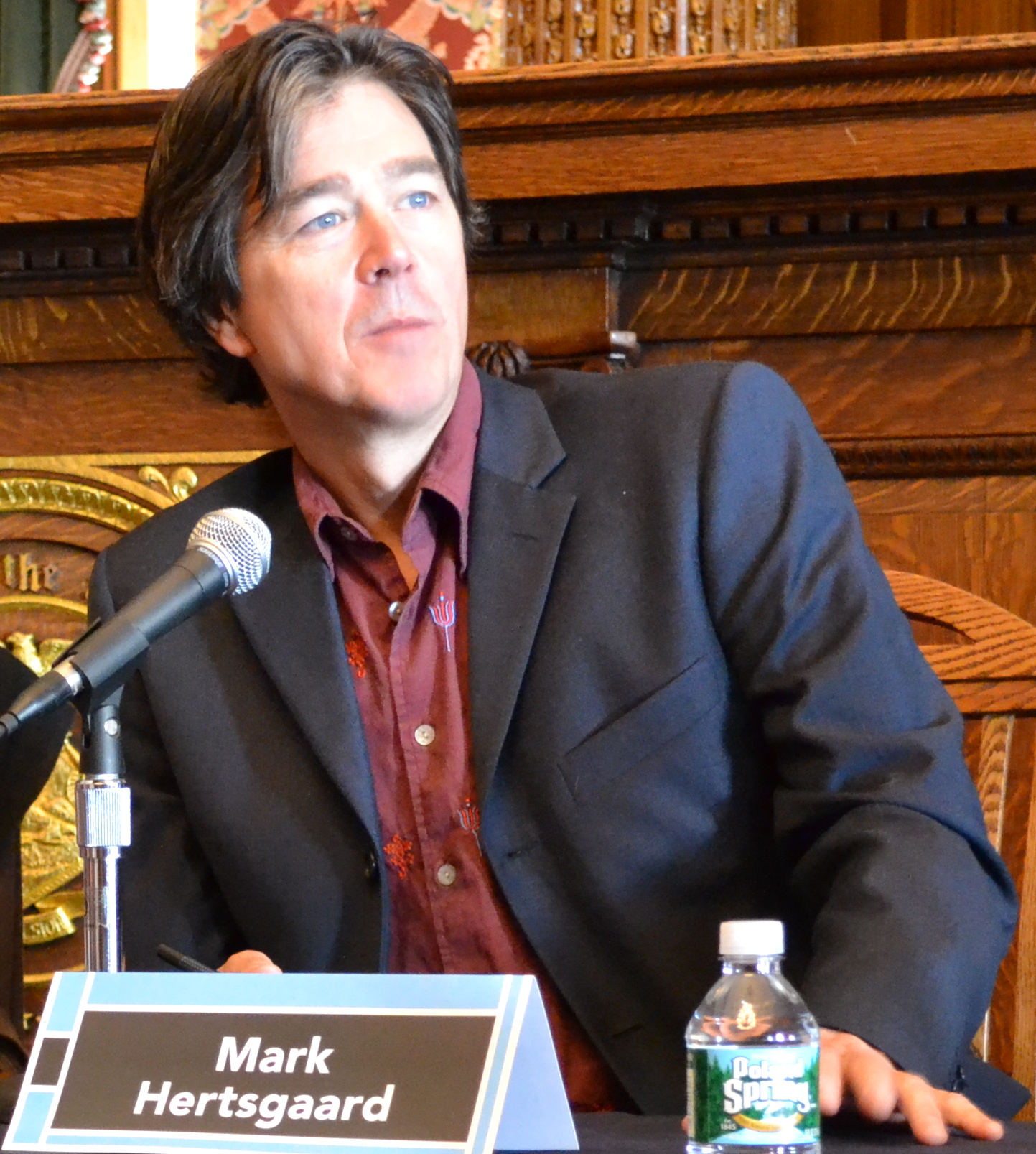
Mark Hertsgaard

Mark Douglas Hertsgaard (* 1956) ist ein US-amerikanischer Autor und Journalist.

## Leben
Hertsgaard arbeitete als Journalist unter anderen für Zeitschriften wie The New York Times, Time und The New Yorker sowie für ausländische Magazine wie L’Express, Die Zeit und Der Spiegel. Seit 1983 schrieb Hertsgaard auch mehrere Sachbücher. Seit den 1990er Jahren engagiert er sich als Autor und Journalist vor allen Dingen für Umweltthemen. So bereiste er über sieben Jahre alle fünf Kontinente, wo er in 19 Ländern über 100 Interviews führte und diese für das 1998 erschienene Buch Earth Odyssey: Around the World in Search of Our Environmental Future verarbeitete. Ein Jahr später erschien der Roman beim S. Fischer Verlag unter dem Titel Expedition ans Ende der Welt: Auf der Suche nach unserer Zukunft.

## Werke
- 1983: Nuclear, Inc.: The Men and Money Behind Nuclear Energy
- 1988: On Bended Knee: The Press and the Reagan Presidency
- 1995: A Day in the Life: The Music and Artistry of the Beatles
  - The Beatles: Die Geschichte ihrer Musik, Hanser Verlag 1995, ISBN 3-446-18088-5.
- 1998: Earth Odyssey: Around the World in Search of Our Environmental Future
  - Expedition ans Ende der Welt: Auf der Suche nach unserer Zukunft, S. Fischer Verlag 1999, ISBN 3-10-030505-1.
- 2002: The Eagle’s Shadow: Why America Fascinates and Infuriates the World
  - Im Schatten des Sternenbanners: Amerika und der Rest der Welt, Hanser Verlag 2003, ISBN 3-446-20285-4.
- 2010: HOT: Living Through the Next Fifty Years on Earth
- 2016: Bravehearts: Whistle-blowing in the Age of Snowden. New York, ISBN 978-1-5107-0337-7.
  - Die Aufrechten – Whistleblowing in der Ära Snowden. Hanser Verlag, München 2016, ISBN 978-3-446-25399-5.